# Volvera
Volvera é uma comuna italiana da região do Piemonte, província de Turim, com cerca de 6.966 habitantes. Estende-se por uma área de 20,94 km², tendo uma densidade populacional de 332 hab/km². Faz fronteira com Rivalta di Torino, Orbassano, Piossasco, Cumiana, None, Airasca.

## Demografia
| Variação demográfica do município entre 1861 e 2011                               |
|                                                                                   |
| Fonte: Istituto Nazionale di Statistica (ISTAT) - Elaboração gráfica da Wikipedia |